# Еко (град, Орегон)
Еко (на английски: Echo) е град в окръг Юматила, щата Орегон, САЩ. Еко е с население от 650 жители (2000) и обща площ от 1,6 km². Намира се на 193,55 m надморска височина. ЗИП кодът му е 97826, а телефонният му код е 541.